# Phare du Créac’h

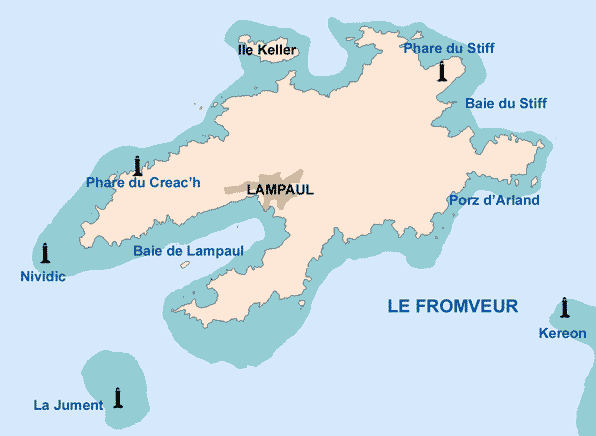
Fyrar på ön Ouessant.

Phare du Créac’h (Creach) är en fyr som är belägen på ön Ouessant utanför Bretagne i Frankrike. Det är den ljusstarkaste fyren i Europa och möjligen i världen.
Phare du Créac'h byggdes 1863 och elektrifierades 1888. Tornet är 54,85 meter högt och dess ljussken kan ses på över 32 sjömils avstånd. Ljuskällan är fyra jodlampor på vardera 2000 W.
På platsen finns ett fyrmuseum, men fyren får inte besökas.

## Galleri

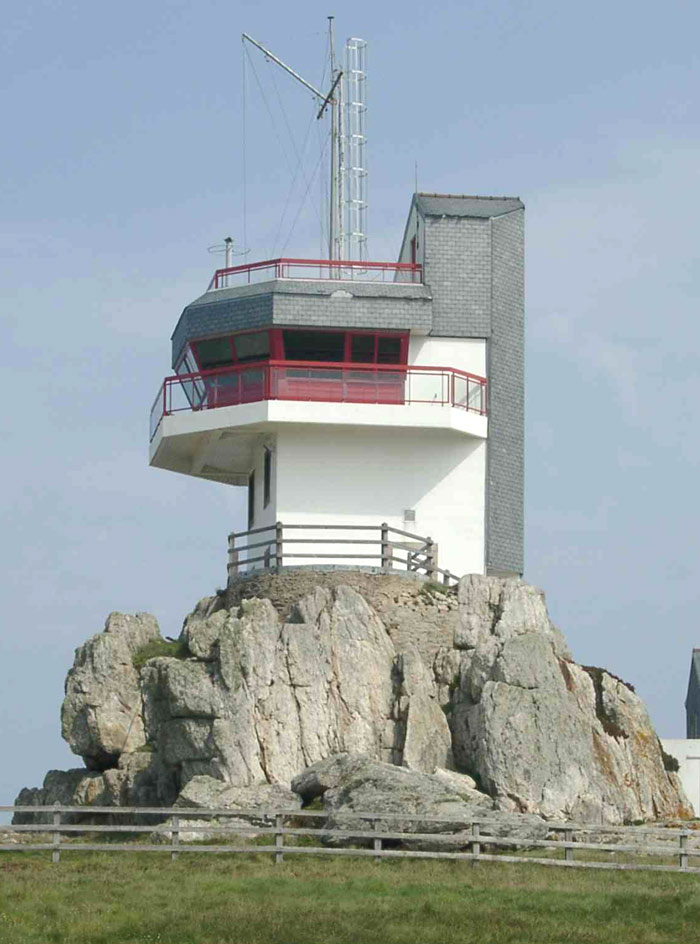
Semafor
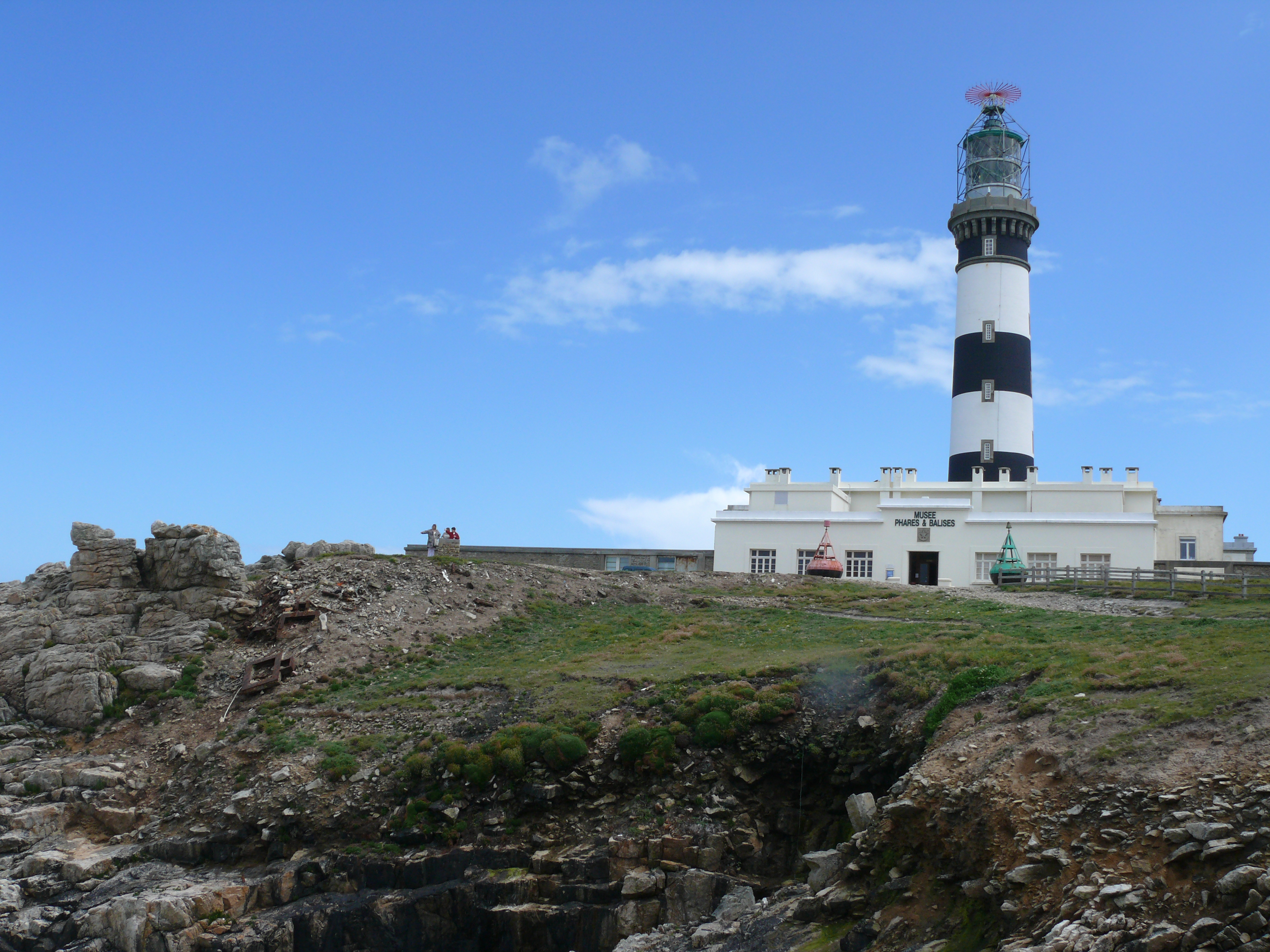
Créac'h fyren